# Bükrüce, Bekilli
Bükrüce là một xã thuộc huyện Bekilli, tỉnh Denizli, Thổ Nhĩ Kỳ. Dân số thời điểm năm 2010 là 203 người.